# Cerdon (Ain)
Pour les articles homonymes, voir Cerdon.
Cerdon est une commune française, située dans le département de l'Ain en région Auvergne-Rhône-Alpes. Cerdon intègre la région naturelle du Bugey dans le massif du Jura.
Ses habitants s'appellent les Cerdonnais et les Cerdonnaises.

## Géographie
Cerdon est une commune du département de l'Ain en France. Cette commune est située dans le Bugey, dans le massif du Jura. Elle fait partie de la communauté de communes Rives de l'Ain - Pays du Cerdon dont le siège est à Jujurieux.
Cerdon se trouve dans une vallée.

### Climat
Pour des articles plus généraux, voir Climat d'Auvergne-Rhône-Alpes et Climat de l'Ain.
En 2010, le climat de la commune est de type climat de montagne, selon une étude du CNRS s'appuyant sur une série de données couvrant la période 1971-2000. En 2020, Météo-France publie une typologie des climats de la France métropolitaine dans laquelle la commune est exposée à un climat de montagne ou de marges de montagne et est dans la région climatique Jura, caractérisée par une forte pluviométrie en toutes saisons (1 000 à 1 500 mm/an), des hivers rigoureux et un ensoleillement médiocre.
Pour la période 1971-2000, la température annuelle moyenne est de 10,9 °C, avec une amplitude thermique annuelle de 17,6 °C. Le cumul annuel moyen de précipitations est de 1 379 mm, avec 12,1 jours de précipitations en janvier et 7,9 jours en juillet. Pour la période 1991-2020, la température moyenne annuelle observée sur la station météorologique de Météo-France la plus proche, « Vieu », sur la commune de Vieu-d'Izenave à 5 km à vol d'oiseau, est de 9,4 °C et le cumul annuel moyen de précipitations est de 1 610,3 mm,. Pour l'avenir, les paramètres climatiques de la commune estimés pour 2050 selon différents scénarios d'émission de gaz à effet de serre sont consultables sur un site dédié publié par Météo-France en novembre 2022.

## Urbanisme

### Typologie
Au 1er janvier 2024, Cerdon est catégorisée commune rurale à habitat dispersé, selon la nouvelle grille communale de densité à 7 niveaux définie par l'Insee en 2022.
Elle est située hors unité urbaine et hors attraction des villes,.

### Occupation des sols
L'occupation des sols de la commune, telle qu'elle ressort de la base de données européenne d’occupation biophysique des sols Corine Land Cover (CLC), est marquée par l'importance des forêts et milieux semi-naturels (70,3 % en 2018), en diminution par rapport à 1990 (72,5 %). La répartition détaillée en 2018 est la suivante : 
forêts (67,9 %), zones agricoles hétérogènes (15,8 %), cultures permanentes (10,7 %), zones urbanisées (3,3 %), espaces ouverts, sans ou avec peu de végétation (2,4 %).
L'évolution de l’occupation des sols de la commune et de ses infrastructures peut être observée sur les différentes représentations cartographiques du territoire : la carte de Cassini (XVIIIe siècle), la carte d'état-major (1820-1866) et les cartes ou photos aériennes de l'IGN pour la période actuelle (1950 à aujourd'hui).

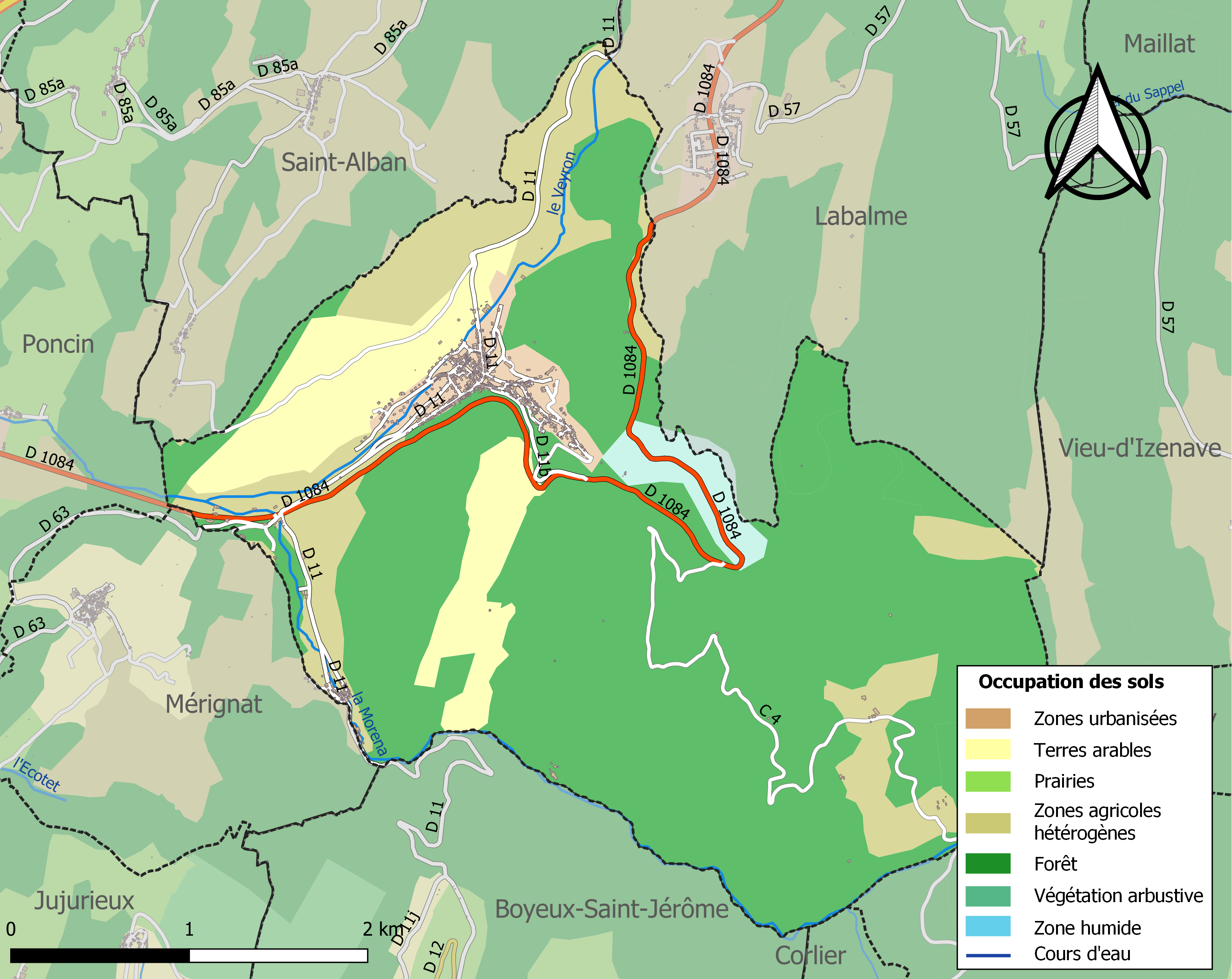
Carte des infrastructures et de l'occupation des sols de la commune en 2018 (CLC).

## Toponymie
Le nom de la localité est attesté sous les formes Cerdon en 1215, Cerdun en 1220, apud Cerdonem en 1255.
La terminaison -dun fait pencher pour un Cer-dun rappelant un lieu renforcé, forteresse, bastion mais aussi pouvant être un enclos en dur servant à garder du bétail.

## Histoire

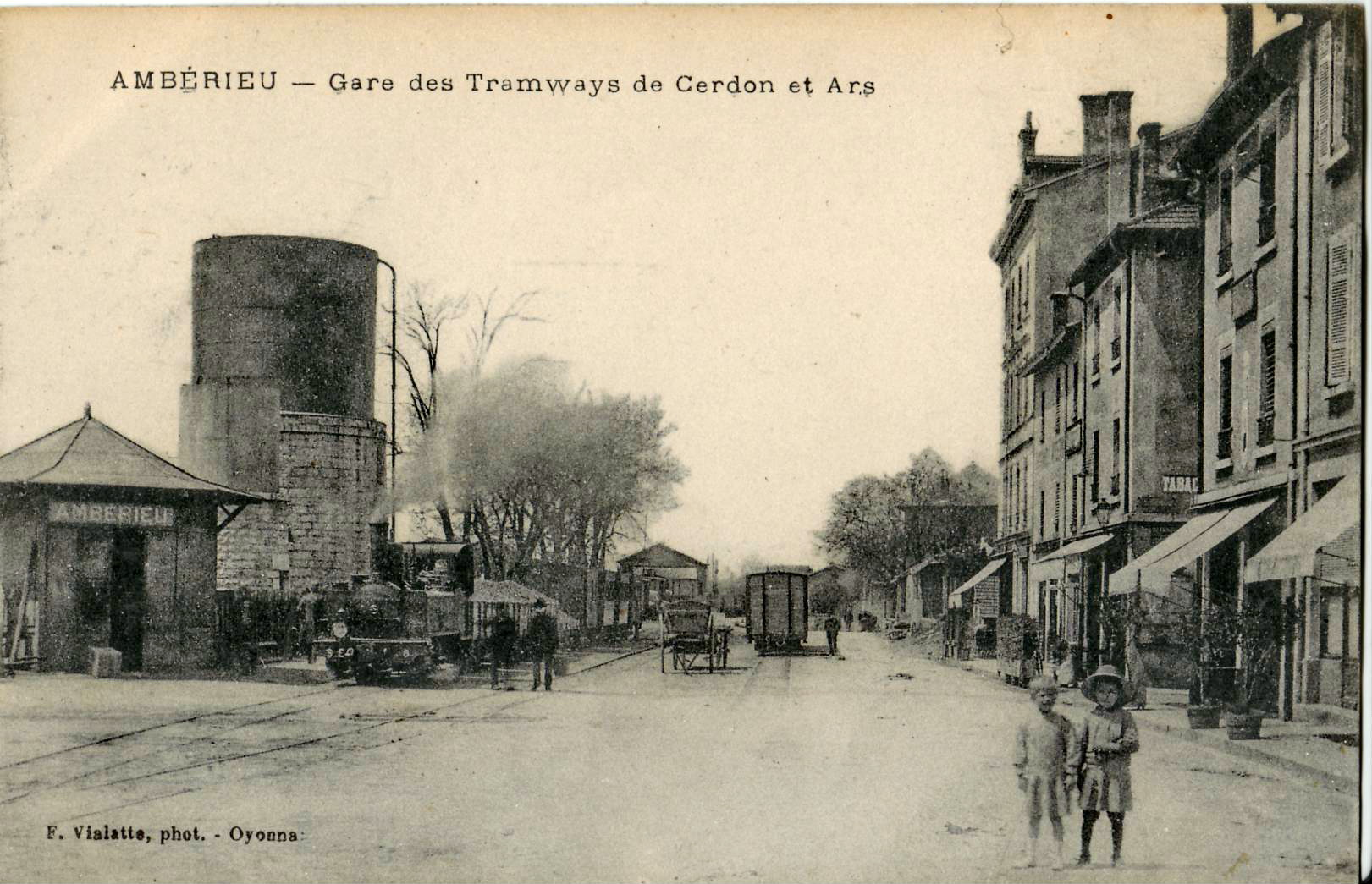
Entre 1887 et 1951, le bourg est desservi par les Tramways de l'Ain, un chemin de fer secondaire à voie métrique le reliant à Ambérieu-en-Bugey et Ars-sur-Formans.

Paroisse (Cerdun, de Cerdone) sous le vocable de saint Jean-Baptiste. Cerdon apparaît vers le milieu du XIIe siècle. Il est mentionné en outre dans un état de répartition, en 1187, entre les membres du chapitre métropolitain de Lyon, du revenu de leur église. Il formait alors une obédience avec la dotation du canonicat de Guillaume de Coligny.
Guichenon assure que les sires de Thoire-Villars ont été les fondateurs de la cure, ce qui est très probable, puisque les pouillés des XIVe et XVe siècles leur attribuent le patronage de l'église qui reçut, en 1369, un nouveau legs d'Humbert, sire de Thoire-Villars.
À la demande de Philibert, duc de Savoie, et de Yolande de France, sa mère, le pape Sixte IV, par bulle de mai 1479, érigea cette église en collégiale et lui unit les cures de Saint-Alban, de Labalme et de Mérignat, avec la chapelle de Préaux. Le chapitre de Cerdon était composé d'un doyen et de sept chanoines. Les statuts, rédigés longtemps après sa fondation, furent approuvés, le 28 janvier 1524, par Louis de Gorrevod, évêque de Maurienne et de Bourg. Entre autres prérogatives, il jouissait du droit de nommer à la cure. Il percevait le tiers de la dîme du vin et la moitié de celle du blé.
La seigneurie de Cerdon paraît avoir été possédée d'abord par des gentilshommes qui en portaient le nom (famille de Cerdon). On connaît un Boson de Cerdon, témoin, en 1150, avec Guillaume de Grammont et Gui de Grammont, Raymond de Chavornay et Nicolas de La Palud, d'un acte de satisfaction en faveur de l'église de Belley. Mais dès l'an 1200 au moins, cette terre appartenait déjà en propre aux sires de Coligny, qui la donnèrent en dot à Alix de Coligny, femme d'Humbert II.
Elle resta dans la famille de Thoire-Villars jusqu'en 1402 [sic], qu'Humbert VII, le dernier sire de son nom, la vendit au comte de Savoie. En 1497, le duc Charles de Savoie le comprit dans le douaire de sa belle-mère [sic], Claude de Brosse, dite de Bretagne, qui en jouit jusqu'en 1513. Après elle, elle fit partie de la dot de Philiberte de Savoie, marquise de Gex, femme de Julian de Médicis, duc de Nemours. En 1524, elle fit retour au domaine ducal de Savoie. Remise depuis à Charles de la Chambre, baron de Meximieux, elle fut retirée en 1565, et entra dans l'apanage de Jacques de Savoie, duc de Nemours, dont les descendants en jouirent jusqu'aux premières années du XVIIIe siècle, lorsqu'elle fut aliénée à la famille de la Poype-Saint-Jullin. Vers 1750, elle arriva en dernier lieu à celle de Quinson, qui la possédait encore en 1789.

### La Tour de Carmier

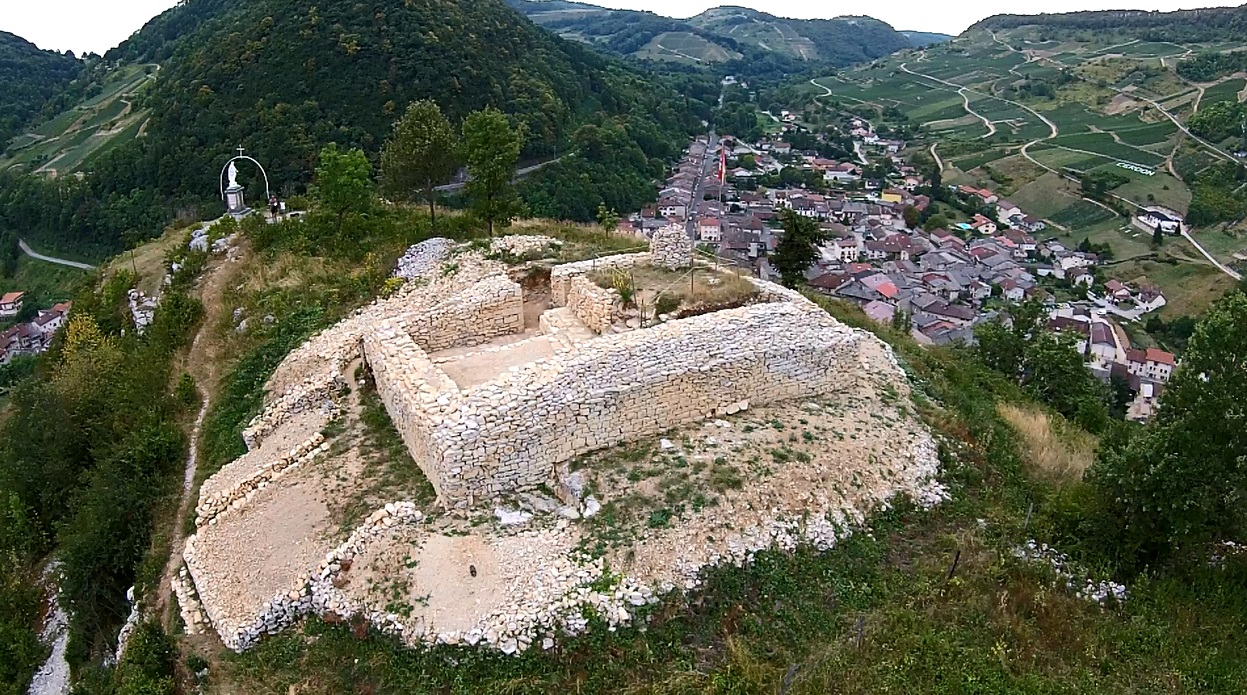
La tour de Carmier.

Le 29 novembre 1260, Humbert III, seigneur de Villars accorde des franchises (privilèges) aux Cerdonnais
Les habitants de Cerdon devaient auparavant faire le guet et monter la garde au château de Poncin. Humbert III les en déchargea et les obligea seulement à faire le guet à la tour de Carmier.
Dans ses notes historiques de 1858, Bazin écrit que la tour a été construite par Humbert III comte de Savoie (1136/1189) et le nom de Caresmier venait d'un seigneur du lieu.[réf. nécessaire]Mais la présence d’Humbert III comte de Savoie ne semble pas évidente car à cette époque seul le comté de Belley était savoyard et il n’entretenait qu’une alliance avec les Thoire et Villars.
En 1433, la Bresse fut mise en état de défense contre la France.
Amédée VIII de Savoie souhaita reconstruire l’ancienne fortification de Caresmier, à Cerdon, et décida que Poncin en dépendrait entièrement.  
Il résulte des comptes de la Cour de Bourgogne, en 1434, que « plusieurs châteaux furent inspectés par Jean de Bellecombe capitaine général des fortifications de Bresse pour le compte du duc de Savoie. Leurs réparations furent lancées et notamment ceux de Chatillon-les-Dombes, Jasseron, Loyettes, Pérouges, Poncin, Saint-Germain, Saint-Trivier-de-Courte et Treffort. Le châtelain de Poncin observa que les vignes furent cuites et conglutinées (jus visqueux, gluant). La situation n’était donc pas propice à dépense ».[réf. nécessaire]
Différentes appellations ont été données à la tour. Nous avons pu relever « Tour de Carinan », « Tour de Caresmier » et enfin « Tour de Carmier ».

### Héraldique
| Blason de Cerdon (Ain) | Blason  | Bandé d'or et de gueules de six pièces, au chef de gueules chargé d'une aigle d'argent membrée, becquée, lampassée et couronnée d'azur. |
| Blason de Cerdon (Ain) | Détails | |

## Politique et administration

### Découpage territorial
La commune de Cerdon est membre de la communauté de communes Rives de l'Ain - Pays du Cerdon, un établissement public de coopération intercommunale (EPCI) à fiscalité propre créé le 1er janvier 2012 dont le siège est à Jujurieux. Ce dernier est par ailleurs membre d'autres groupements intercommunaux.
Sur le plan administratif, elle est rattachée à l'arrondissement de Nantua, au département de l'Ain et à la région Auvergne-Rhône-Alpes. Sur le plan électoral, elle dépend du  canton de Pont-d'Ain pour l'élection des conseillers départementaux, depuis le redécoupage cantonal de 2014 entré en vigueur en 2015, et de la cinquième circonscription de l'Ain  pour les élections législatives, depuis le dernier découpage électoral de 2010.

### Administration municipale

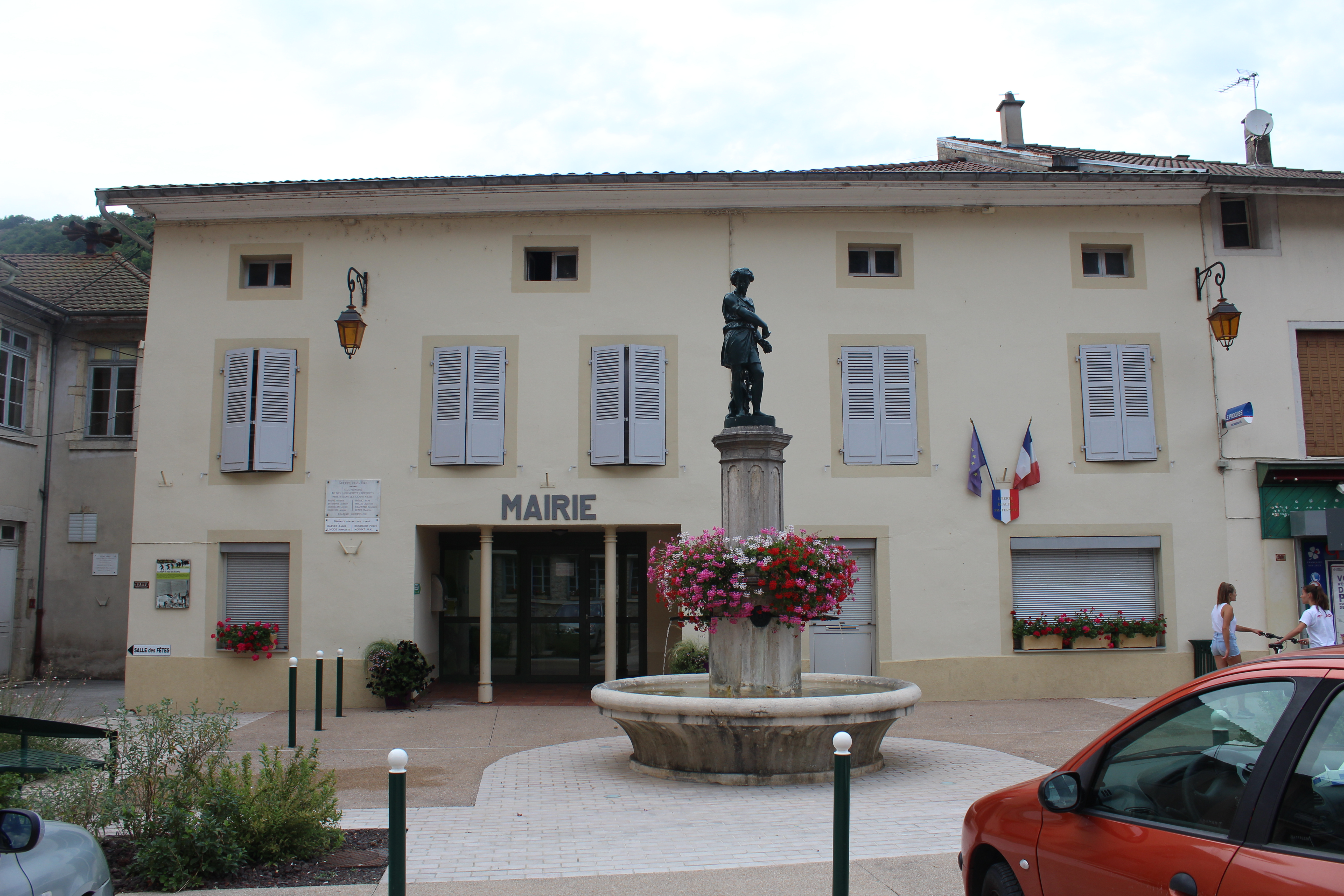
La mairie.

### Liste des maires
| Période  | Période  | Identité           | Étiquette                                    | Qualité                             |
| -------- | -------- | ------------------ | -------------------------------------------- | ----------------------------------- |
| mai 1945 | 1980     | René Lyot          | PRG                                          | Conseiller général                  |
| 1980     | 1989     | Claudius Carante   |                                              |                                     |
| 1989     | 1995     | Bernadette Bulliot |                                              |                                     |
| 1995     | 2017     | Sylvie Goy-Chavent | UDI                                          | Enseignante Sénatrice (depuis 2008) |
| 2017     | 2020     | Georges Vucher     |                                              |                                     |
| 2020     | En cours | Marc Chavent       | Reconquête (jusqu’en 2024) UDR (depuis 2024) |                                     |

## Population et société

### Démographie
L'évolution du nombre d'habitants est connue à travers les recensements de la population effectués dans la commune depuis 1793. Pour les communes de moins de 10 000 habitants, une enquête de recensement portant sur toute la population est réalisée tous les cinq ans, les populations de référence des années intermédiaires étant quant à elles estimées par interpolation ou extrapolation. Pour la commune, le premier recensement exhaustif entrant dans le cadre du nouveau dispositif a été réalisé en 2005.
En 2022, la commune comptait 755 habitants, en évolution de −3,82 % par rapport à 2016 (Ain : +5,15 %, France hors Mayotte : +2,11 %).
| 1793  | 1800  | 1806  | 1821  | 1831  | 1836  | 1841  | 1846  | 1851  |
| ----- | ----- | ----- | ----- | ----- | ----- | ----- | ----- | ----- |
| 1 457 | 1 388 | 1 490 | 1 470 | 1 745 | 1 729 | 1 837 | 1 817 | 1 782 |

| 1856  | 1861  | 1866  | 1872  | 1876  | 1881  | 1886  | 1891  | 1896  |
| ----- | ----- | ----- | ----- | ----- | ----- | ----- | ----- | ----- |
| 1 782 | 1 770 | 1 650 | 1 585 | 1 593 | 1 538 | 1 526 | 1 430 | 1 390 |

| 1901  | 1906  | 1911  | 1921  | 1926  | 1931 | 1936 | 1946 | 1954 |
| ----- | ----- | ----- | ----- | ----- | ---- | ---- | ---- | ---- |
| 1 352 | 1 300 | 1 147 | 1 024 | 1 009 | 921  | 870  | 736  | 653  |

| 1962 | 1968 | 1975 | 1982 | 1990 | 1999 | 2005 | 2006 | 2010 |
| ---- | ---- | ---- | ---- | ---- | ---- | ---- | ---- | ---- |
| 709  | 724  | 652  | 647  | 672  | 672  | 758  | 766  | 741  |

| 2015 | 2020 | 2022 | - | - | - | - | - | - |
| ---- | ---- | ---- | - | - | - | - | - | - |
| 779  | 771  | 755  | - | - | - | - | - | - |

### Manifestations culturelles et festivités
L'association Pays du Cerdon et Vallée de l'Ain propose ses manifestations

### Sport et vie associative
Jusqu'en 2007, une tyrolienne de 1 200 m était en exploitation sur les hauteurs du village.
Le village possède une petite harmonie : La Vigneronne, qui se réunit tous les vendredis soir.
Découverte du patrimoine de Cerdon avec l'association Pays du Cerdon Vallée de l'Ain.

## Économie
- Une cuivrerie, créée en 1854 par Charles Eugène Main, et faisant travailler jusqu'à 80 ouvriers, subsista jusqu'en 1979, pour renaître en 1980 sous sa forme actuelle. L'emboutissage des pièces métalliques se faisant grâce à l'énergie hydraulique des roues à aubes entraînant les vieilles machines et un savoir-faire artisanal préservé. Deux collections d'articles sont fabriquées et vendues dans la boutique de la Cuivrerie de Cerdon (lieu touristique ouvert au public), une collection « cuivre et gastronomie » et une autre « cuivre et maison ».
- Le vignoble produit le vin de Cerdon, un vin rosé pétillant.

## Culture et patrimoine

### Lieux et monuments

#### Monuments civils

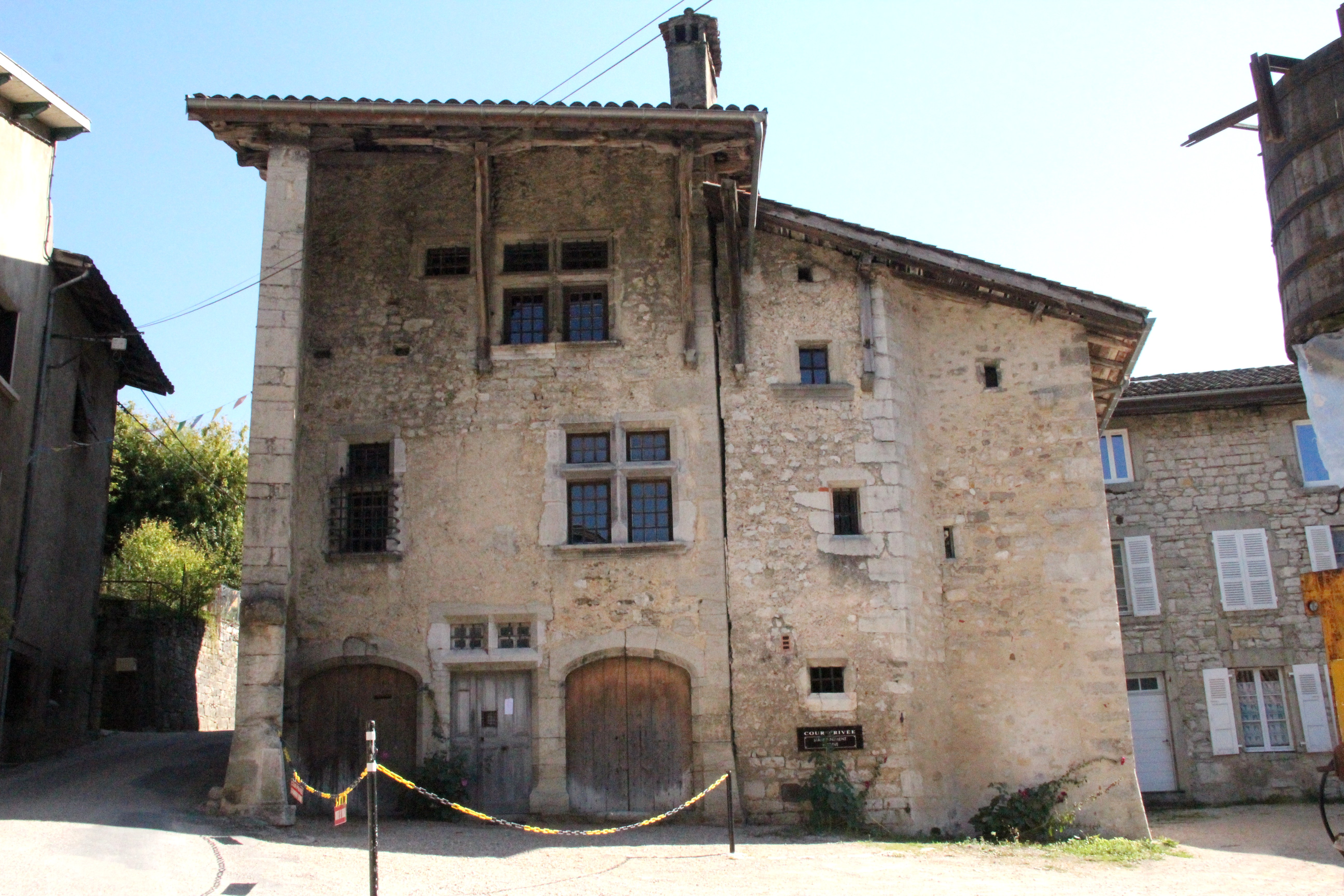
Maison du XVe siècle au lieu-dit la Suisse.

La maison « dite château d'Épierre » ou cellier d'Épierre, dépendant de l'ancienne chartreuse de Meyriat fait l’objet d’une inscription au titre des monuments historiques depuis le 30 mai 2005.
La Maison au lieu-dit la Suisse du XVe siècle ou Maison du Prince fait l’objet d’une inscription au titre des monuments historiques depuis le 8 décembre 1950.
Le château de Saint-Julien ou de la Bâtie-sur-Cerdon ou la Bâtie de Corlieu, possession des sires de la Balme, est en ruines dès 1650.
Le mémorial des maquis de l'Ain et de la Résistance est une œuvre du sculpteur Charles Machet et a été édifié en souvenir des maquis de l'Ain et du Haut-Jura. Dans son cimetière repose le corps du maquisard inconnu.
La cuivrerie fut construite en 1854 et est inscrite au titre des monuments historiques depuis le 22 octobre 2013.
Le moulin à farine est aussi inscrit depuis le 18 septembre 2015.
Cerdon a conservé une vingtaine de fontaines.

#### Monuments religieux
L'église Saint-Jean-Baptiste de Cerdon a été érigée en collégiale en 1479 par le duc Philibert de Savoie,.

### Patrimoine naturel
- Les grottes du Cerdon, situées sur les communes de Cerdon et de Labalme, sont ouvertes au public et abritent un gisement archéologique. Elles servirent de refuge au Magdalénien.
- La cascade de la Fouge.

### Patrimoine culturel

#### Gastronomie

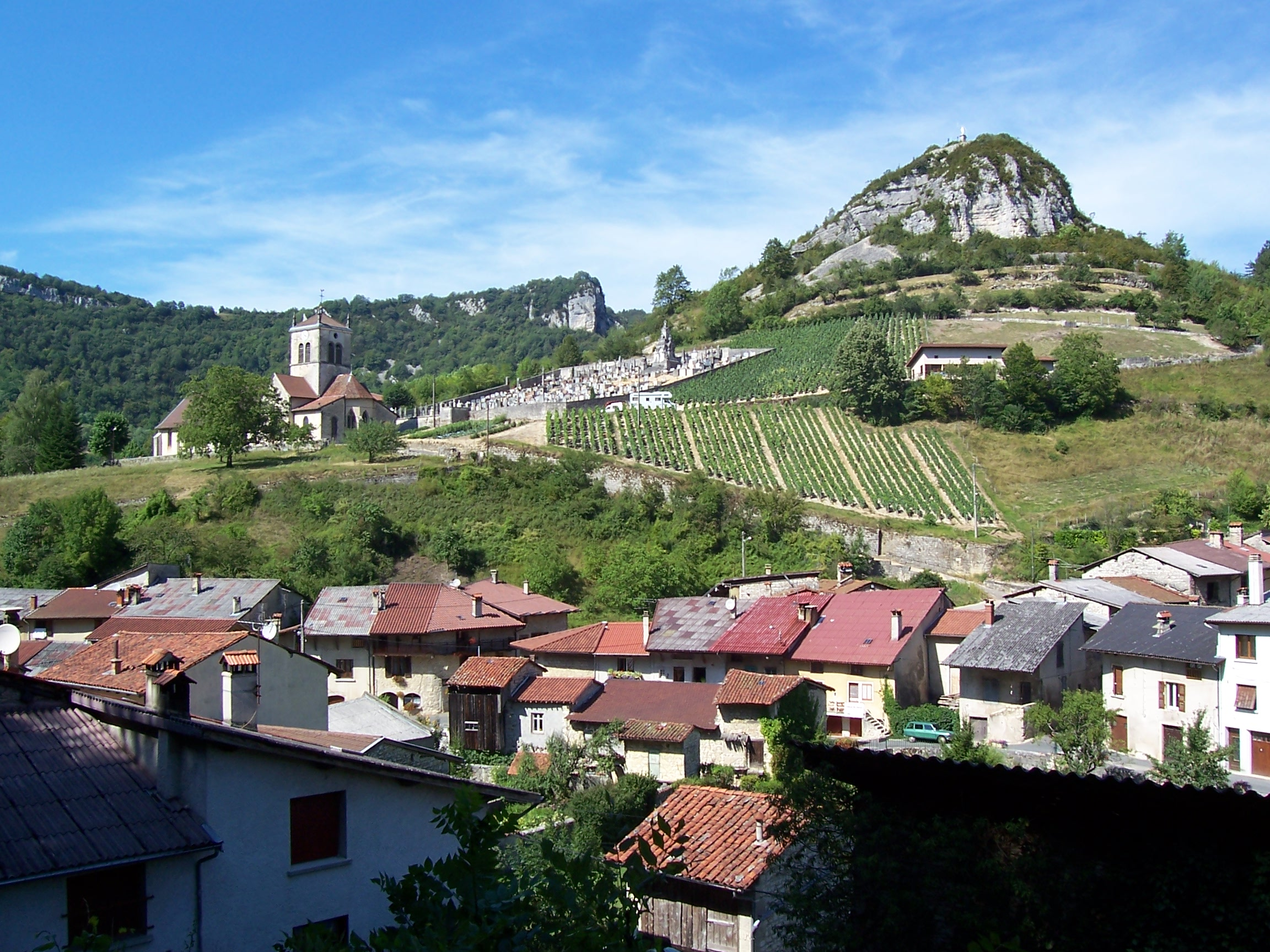
Cerdon.

Cerdon est connue pour son vignoble et particulièrement pour son vin mousseux rosé au processus d'élaboration original, appelé « méthode ancestrale ». La fermentation, arrêtée par une étape de filtration, donne un vin pétillant, faiblement alcoolisé et dans lequel le raisin non fermenté apporte sucre et arômes.

### Personnalités liées à la commune
- Abraham de Vermeil (1555-1620), né à Cerdon, poète baroque français.
- Jean-Baptiste Goiffon (1658-1730), né à Cerdon, médecin et botaniste lyonnais, médecin des armées du Roi.
- François Félix Roubaud, Roubaud aîné (1825-1876) et Louis Auguste Roubaud, Roubaud jeune (1828-1906), nés à Cerdon, sculpteurs[30].
- Francisque Allombert (1860-1903), homme politique, journaliste, député de l'Ain de 1898 à 1902, né à Cerdon.
- Jacques André (1910-1994), latiniste, né à Cerdon.
- Le père Jean-Claude Colin, élabore les règles de  l’ordre des Maristes (ou « Société de Marie ») lorsqu'il exerca comme vicaire à Cerdon de 1816 à 1825.
- L'instituteur Janichon entre les guerres de 14 et de 39 laisse une marque importante à Cerdon. Auteur d'une Monographie de Cerdon (1926).
- Guillaume de La Balme, dit Morelet, chevalier, seigneur de Peres, après avoir servi le duc de Bourgogne, et avoir été ambassadeur de Savoie auprès du roi Louis XI de France, est nommé, le 26 juillet 1461, Grand maître des Eaux et Forêts pour les États de Savoie (Archives de Savoie).